# 775 (číslo)
Sedm set sedmdesát pět je přirozené číslo. Následuje po čísle sedm set sedmdesát čtyři a předchází číslu sedm set sedmdesát šest. Římskými číslicemi se zapisuje DCCLXXV a řeckými číslicemi ψοε.

## Matematika
775 je:
- Deficientní číslo
- Složené číslo
- Nešťastné číslo

## Astronomie
- (775) Lumière je planetka hlavního pásu, kterou objevil v roce 1914 Joanny-Philippe Lagrula

## Roky
- 775
- 775 př. n. l.